# August Wolkenhauer

Foto von August Wolkenhauer als Student in Göttingen im Jahre 1896

August Wolkenhauer (* 8. März 1877 in Bremen; † 25. Februar 1915 in Fontaine la Mitte in den Argonnen) war ein deutscher Geograph, Kartographiehistoriker und Hochschullehrer in Göttingen.

## Biografie
Wolkenhauer war der Sohn des Geographen und Pädagogen Professors Wilhelm Wolkenhauer (1845–1922). Er absolvierte bis 1896 das Alte Gymnasium Bremen und studierte Mathematik und Naturwissenschaften an der Universität Göttingen, der Universität München und der Universität Bonn. In Göttingen wurde Wolkenhauer im Sommersemester 1896 Mitglied der Verbindung und späteren Burschenschaft Holzminda. In Göttingen studierte er Mathematik und Physik und widmete sich unter dem Einfluss von Hermann Wagner der Geographie. 1903 promovierte er. Er war bis zu seiner Habilitation von 1904 bis 1911 langjähriger Assistent von Wagner am geographischen Seminar der Universität Göttingen. 1911 hatte er als Privatdozent eine Lehrstuhlvertretung an der Universität Rostock inne. 
Wolkenhauer war auch in Göttingen ab 1909 Privatdozent und wurde 1915, kurz vor seinem Tod, zum Göttinger Universitätsprofessor ernannt. 
Am Ersten Weltkrieg nahm Wolkenhauer als Vizefeldwebel der Infanterie teil und fiel am 25. Februar 1915 als Leutnant der Landwehr und Kompanieführer beim Reserve-Infanterie-Regiment 91 im Argonner Wald.
Wolkenhauers Arbeiten liegen auf dem Gebiet der Geschichte der Kartographie. Er war Hauptmitarbeiter an dem im Entstehen begriffenen historischen Atlas von Niedersachsen, und auf mehreren größeren Bibliotheksreisen hat er das Material zu einem Faksimile-Atlas der ältesten Karten Deutschlands (besonders der Zeit von 1478 bis 1513) gesammelt. Bekannt wurde er durch seine Forschung über die Karten von Sebastian Münster und Erhard Etzlaub.

## Auszeichnungen
- Im Ersten Weltkrieg:
  - Eisernes Kreuz 1. Klasse

## Veröffentlichungen (Auswahl)
- Über die ältesten Reisekarten von Deutschland aus dem Ende des 15. und dem Anfange des 16. Jahrhunderts. Aus: Deutsche Geographische Blätter, XXVI., 1903, H. 3 u. 4. Bremen, 1903.
- Beiträge zur Geschichte der Kartographie und Nautik des 15. bis 17. Jahrhunderts. Göttingen, 1904, Dissertation.
- Der Nürnberger Kartograph Erhard Etzlaub. In: Deutsche geographische Blätter. 30, Bremen, 1907, S. 1–23. Reprint: Acta Cartographica 20 (1975), S. 504–526.
- Sebastian Münsters handschriftliches Kollegienbuch aus den Jahren 1515 - 1518 und seine Karten (Cod. lat. 10691 der Königlichen Hof- und Staatsbibliothek zu München). Abhandlungen der Königlichen Gesellschaft der Wissenschaften zu Göttingen, Philologisch-Historische Klasse; N.F., 11,3. Berlin, 1909.
- Die Koblenzer Fragmente zweier handschriftlichen Karten von Deutschland aus dem 15. Jahrhundert. Aus: Nachrichten der K. Gesellschaft der Wissenschaften zu Göttingen: Philologisch-historische Klasse 1910.